# Горецкий, Максим Иванович
Макси́м Ива́нович Горе́цкий (бел. Максім Іванавіч Гарэцкі, 6 (18) февраля 1893, Малая Богатьковка, Могилёвская губерния, Российская империя – 10 февраля 1938, Вязьма) – белорусский писатель, литературовед, переводчик, фольклорист, деятель белорусского национального движения начала XX века.

## Биография
Родился в крестьянской семье 6 (18) февраля 1893 года. В 1913 году окончил Горецкое землемерно—агрономическое училище. В 1913—1914 гг. работал в Вильнюсе чертежником и землемером. С началом Первой мировой войны летом 1914 года пошёл добровольцем в армию; принимал участие в боях, был ранен. После госпиталя был направлен в Павловское военное училище в Петрограде (1916), получил звание прапорщика и отправился на фронт. Вскоре был по болезни отправлен на лечение, а затем и вовсе уволен из армии.
В 1917 году служил в Смоленском совете, сотрудничал с газетой «Известия Смоленского Совета». Работал в редакции газеты «Звезда», с которой в 1919 году переехал сначала в Минск, а затем — в Вильну.
После аннексии Польшей Виленского края преподавал белорусский язык на учительских курсах в белорусской гимназии в Вильне. Также был редактором белорусских газет «Наша думка» («Наша мысль») и «Беларускія ведамасці».
Перед местными выборами 1922 года был арестован. Благодаря проходившим за пределами Польши акциям протеста против массовых арестов белорусских и литовских общественных деятелей был выслан в Литву.
В 1923 году переехал в Минск. В БССР работал преподавателем белорусского языка и литературы в Белорусском государственном университете, Коммунистическом университете в Минске, Минском ветеринарном техникуме, Белорусской сельскохозяйственной академии в Горках (в последней заведовал кафедрой белорусского языка, литературы и истории).
Являлся действительным членом Инбелкульта (Института белорусской культуры) — организации, предшествовавшей АН БССР. В этот период занимался изучением новейшей белорусской литературы.

### Репрессии
В 1929 году вместе со многими другими белорусскими литераторами подвергся критике в прессе, а 19 июля 1930 года был арестован по обвинению в причастности к «Союзу освобождения Беларуси» и вскоре был сослан на 5 лет в Киров (Вятку), где работал чертёжником.
С 1935 года работал учителем русского языка и литературы в поселке Песочня Смоленской области (теперь Киров Калужской области).
4 ноября 1937 года был повторно арестован НКВД. Согласно решению «тройки» НКВД расстрелян 10 февраля 1938 года; 15 ноября 1957 года был реабилитирован.

### Семья
Жена – Леонила Устиновна Чернявская, детская писательница и переводчик, сын Леонид (погиб на фронте в 1944 году), дочь Галина, которая сохранила архив писателя и написала о нём воспоминания.
Младший брат — геолог, демограф, один из первых академиков Белорусской академии наук Гавриил Горецкий, племянники — геолог, академик НАН Беларуси Радим Гарецкий и Всеслав Гаврилович Горецкий — русский и советский филолог, доктор педагогических наук, профессор, член-корреспондент РАО.

## Творчество
Дебют Горецкого как писателя состоялся публикацией рассказа «Лазня» (Баня) в 1913 году в газете «Наша Ніва», в которой в то время печатались многие белорусские писатели и поэты. В 1914 в городе Вильнюс вышел сборник «Рунь», издание оплатила княгиня Мария Магдалена Радзивилл.
Впоследствии Горецкий издал несколько сборников рассказов и повестей. Многие произведения Горецкого посвящены пережитой им войне, в том числе и наиболее известные — «Ціхая плынь» (Тихое течение) и «На імперыялістычнай вайне».
В 1920 году Горецкий написал и издал первую историю белорусской литературы. Впоследствии им было написано ещё несколько работ по этой теме. Кроме того, Горецкий составил несколько белорусско-русских и русско-белорусских словарей.
Произведения Горецкого переведены на болгарский, латышский, литовский, немецкий, польский, русский и украинский языки.
Сам Горецкий перевёл на белорусский язык «Слово о полку Игореве», некоторые произведения Максима Горького, произведения Ю. Лебединского «Комиссары» и «Неделя»; А.Фадеева «Разгром».
Также Максим Горецкий работал в отрасли критики, был литературоведом и языковедом. Написал первым «Гісторыю беларускае літаратуры» (Вільня, 1920, 4-е выданьне, Менск, 1926). Автор литературно-критической работы «Маладняк» (1928), «Хрэстаматыі беларускае літаратуры. XI век — 1905 г.» (Вільня, 1922), «Руска-беларускага слоўніка» (з Г.Гарэцкім, Смаленск, 1918, 2-е выданьне, Вільня, 1920), «Беларуска-расійскага слоўнічка» (3-е выданьне, 1925), «Практычнага маскоўска-беларускага слоўніка» (з М.Байковым, 1924, 2-е выданьне, 1926). Выдаў зборнік «Народныя песні з мелодыямі» (запісаныя ад маці, мелодыі запісалі А.Ягораў і М.Аладаў, 1928).

### Прижизненные издания
- «Атрута» — 1913
- «Роднае Карэнне» — 1914
- «Рунь» — 1914
- «Лiтоўскi Хутарок» — 1915
- «Антон» — 1919
- «Дзве душы» — 1919
- «Мутэрка» — 1920
- «Чырвоныя ружы» — 1923
- «Жартаўлівы Пісарэвіч» — 1925
- «Ціхія песні» («Ціхая плынь») — 1926
- «Досвіткі» — 1926
- «Не адной веры» — 1928
- «Гапон і Любачка» — 1929

### Романы
- «Віленскія камунары» (1934—1935)
- «Камароўская хроніка» (1930—1932—1937; произведение осталось незаконченным)

### В переводе на русский язык
- Горецкий М. И. Избранное : Повести, роман-хроника [Пер. с белорус.] / М. И. Горецкий; [Редкол.: И. А. Брыль и др. Сост., вступ. ст. и коммент. М. И. Мушинского]. — Минск : Мастац. літ., 1988. — 543 с. — (Белорусская проза)
- Горецкий М. И. Красные розы : Избранное / М. И. Горецкий; Пер. с белорус. Л. Соловей. — Минск : Мастацкая лит., 1976. — 494 с.
- Горецкий М. И. Виленские коммунисты; Тихое течение : Роман-хроника Повесть / М. И. Горецкий; Перевод с белорус. А. Гатова; [Предисл. М. Лужанина Ил.: В. Е. Валериус]. — Москва : Сов. писатель, 1966. — 281 с.

## Память о Горецком
- В д. Богатьковка Мстиславского района Могилёвской области создан музей имени Горецкого; в его честь названа библиотека в Горках, улицы в Минске, Мстиславле, Горках; установлены памятники в Минске и Вязьме, мемориальная доска в Горках. В 1997 создан Международный фонд братьев Горецких.
- В 1993 году, по случаю столетия Максима Горецкого белорусская почта выпустила в обращение почтовую марку.
- В Минске, на улице Революционной, установлены памятная доска и памятник в честь Горецкого[1].
- М. Горецкому установлена в Вильнюсе мемориальная доска на здании бывшей Вильнюсской белорусской гимназии.
- В Вязьме на предполагаемом месте захоронения установлен памятный знак[2].
- В Белорусской государственной сельскохозяйственной академии в 1997 году открыт мемориальный музей-кабинет имени М. Горецкого, его именем названа лекционная аудитория в 4-м корпусе академии, в 2002 году установлена именная стипендия имени Максима Горецкого. Она присуждается иностранным студентам за успехи при изучении русского языка.
- Его имя начертано на летописном камне у д. Мясота (62-й км шоссе Минск — Молодечно), установленном в честь известных людей, проезжавших по этому старинному тракту.
- В 1992 году состоялись в Горках на базе Белорусской государственной сельскохозяйственной академии Первые научные Горецкие чтения. С 1996 года в Минске проводятся Международные Горецкие чтения[3].
- В мае 2013 года в Кирове появилась мемориальная доска в честь Горецкого[4].

### Диссертации
- Атрашкевич, В. И. Проблема автобиографизма в белорусской советской художественной прозе 20-х годов: На материале творчества Тишки Гартного,Горецкого,Якуба Коласа: автореферат диссертации на соискание ученой степени кандидата филологических наук. — Мн., 1979. — 24 с.
- Голуб, Т. С. Тэксталогія твораў Максіма Гарэцкага: Прынцыпы выд. Поўнага збору твораў: Аўтарэф. дыс. на атрыманне вучон. ступ. канд. філал. навук: 10.01.11 / Голуб Тэрэса Станіславаўна; Нац. акад. навук Беларусі, Ін-т літ. імя Я.Купалы. — Мн., 2000. — 20 с.
- Губская В. М. Раман М. Гарэцкага «Віленскія камунары» ў кантэксце беларускай прозы 1920—1930-х гадоў: жанравае наватарства: аўтарэф. дыс. … канд. філал. навук: 10.01.01 / В. М. Губская; БДУ. — Мінск, 2012. — 24 с.
- Дасаева, Т. Н. Паэтыка лірызму ў беларускай публіцыстыцы і мастацкай прозе: Аўтарэф. дыс. на атрым. вучон. ступ. д-ра філал. навук: 10.01.10 ; 10.01.01 / Дасаева Таццяна Мікалаеўна; Бел. дзярж. ун-т. — Мн., 2002. — 39 с.
- Кажамякін, Г. В. Ідэйна-мастацкая эвалюцыя творчасці Максіма Гарэцкага: аўтарэферат дысертацыі на атрыманне вучонай ступені кандыдата філалагічных навук: 10.01.01 / Кажамякін Генадзь Вячаслававіч; Беларускі дзяржаўны універсітэт. — Мінск, 2007. — 21 с.
- Кныш, Л. С. Гутарковая камунікацыя ў мастацкай прозе Максіма Гарэцкага: спосабы стылізацыі: аўтарэферат дысертацыі на атрыманне вучонай ступені кандыдата філалагічных навук: 10.02.01 / Кныш Ларыса Сяргееўна: 29.09.2006. — Мінск, 2006. — 20 с.
- Коротков, Н. Н. Ранняя проза М. Горецкого: проблема стиля: автореферат диссертации на соискание ученой степени кандидата филологических наук: 10.01.03 / Коротков Николай Николаевич; Академия наук Белорусской ССР, Институт литературы им. Я. Купалы. — Минск, 1989. — 21 с.
- Маханьков, Ю. В. Становление белорусской советской прозы и традиции Л. Н. Толстого (Я.Колас,М.Горецкий,К.Чорный): Автореф.дис.на соиск.учен.степ.канд.филол.наук (01.01.02,01.01.01) / АН РБ,Ин-т лит.им. Я.Купалы. — Мн., 1991. — 19 с.
- Савіцкая, І.І. Лексікаграфічная спадчына М.Гарэцкага: моўна-гістарычны кантэкст, фарміраванне лексікону, нармалізатарская практыка: Аўтарэф. дыс. на атрыманне вучон. ступ. канд. філал. навук: 10.02.01 / Савіцкая Ірына Іванаўна; Беларус. дзярж. ун-т. — Мн., 2002. — 19 с.
- Сінькова, Л. Д. Беларуская проза ХХ стагоддзя: дынаміка жанравых структур: Аўтарэф. дыс. на атрым. вуч. ступ. д-ра філал. навук: 10.01.01 / Беларус. дзярж. ун-т. — Мн., 1996. — 41 с.
- Смаль, В. М. Беларуская аповесць для юнацтва 20-х гадоў XX стагоддзя: стылева-жанравая спецыфіка: Аўтарэф. дыс. на атрыманне вучон. ступ. канд. філал. навук: 10.01.01: 27.04.2004 / Смаль Валянцін Мікалаевіч; [Установа адукацыі «Брэсц. дзярж. ун-т ім. А. С. Пушкіна»]. — Брэст, 2004. — 20 с.
- Тарасова, Т. Н. Проблема «Человек и война» в творчестве Максима Горецкого и Анри Барбюса: Автореф. дис. на соиск. учен. степ. канд. филол. наук: 10.01.03; 10.01.05 / Тарасова Тамара Николаевна; Акад. наук БССР, Ин-т лит. им. Я.Коласа. — Мн., 1986. — 20 с.
- Уткевич, В.І. Тыпалогія нацыянальнага характару ў творчасці Кнута Гамсуна і Максіма Гарэцкага: аўтарэферат дысертацыі на атрыманне вучонай ступені кандыдата філалагічных навук: 10.01.03 ; 10.01.01: 20.02.2006. — Мінск, 2006. — 21 с.
- Шышко, А. В. Мастацкае ўвасабленне нацыянальнага характару ў драматургіі Максіма Гарэцкага: аўтарэферат дысертацыі на атрыманне вучонай ступены кандыдата філалагічных навук: 10.01.01 / Шышко Алена Вікенцьеўна. — Мінск, 2009. — 23 с.